# Dongo (Angola)
Dongo – miasto w Angoli, w prowincji Huíla.